# Bolsover Castle

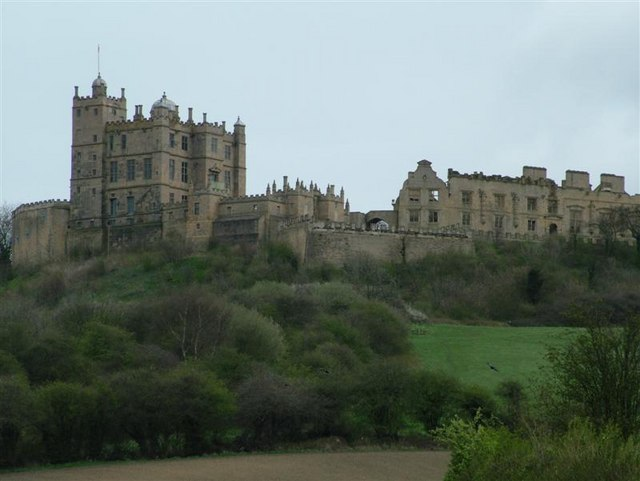
Bolsover Castle vom Tal aus, überragt vom „Little Castle“

Bolsover Castle ist eine Burg in der Kleinstadt Bolsover in der englischen Grafschaft Derbyshire. Sie wurde im 12. Jahrhundert von der Familie Peveril, der auch das Peveril Castle in Derbyshire gehörte, gebaut. Seit 1155 war sie in königlichem Besitz. Heute wird das Gelände von English Heritage verwaltet, die die Burg als historisches Gebäude I. Grades gelistet hat. Ebenfalls gilt die Burg als Scheduled Monument.

## Geschichte

### Mittelalter
Die Burg wurde von der Familie Peveril im 12. Jahrhundert gebaut und ging 1155 durch die Enteignung von William Peveril dem Jüngeren in den Besitz der Krone über. Die Familie Ferrers, die den Titel eines Earl of Derby führte, beanspruchte das Erbe der Peverels. Als eine Gruppe Adliger, angeführt von König Heinrichs II. Söhnen Heinrich der Jüngere, Gottfried II. und Richard I., den man später Richard Löwenherz nannte, gegen des Königs Gesetz revoltierten, gab Heinrich II. £ 116 für den Bau der Burgen in Bolsover und Peveril in Derbyshire aus. Die Garnison wurde zu einer von 20 Rittern geführten Truppe aufgerüstet und während der Revolte mit den Burgen von Peveril und Nottingham geteilt. Johann Ohneland bestieg den Thron von England 1199 nach dem Tod seines Bruders Richard. William de Ferrers hielt den Anspruch der Earls of Derby auf die Anwesen der Peverils aufrecht. Er zahlte König Johann 2000 Mark für den Adelstitel von Peak, aber die Krone behielt ihren Besitzanspruch für die Burgen Peveril und Bolsover. Im Jahre 1216 gewährte Johann Ohneland schließlich diesen Besitzanspruch der Familie Ferrers, um sich ihrer Unterstützung im Angesicht der landesweiten Revolte zu versichern. Aber der Kastellan Brian de Lisle weigerte sich, die Burgen zu übergeben. Obwohl Lisle und Ferrers beide Johann unterstützten, erlaubte dieser Ferrers, die Burgen mit Gewalt zu nehmen. Die Situation war immer noch chaotisch, als Heinrich III. nach dem Tod seines Vaters 1216 den Thron bestieg. Bolsover Castle wurde von Ferrers Truppen 1217 nach einer Belagerung eingenommen.
1223 kam die Burg wieder unter Kontrolle der Krone. Bis dahin hatte man £ 33 für die Beseitigung der vom Earl of Derby bei der Einnahme der Burg sechs Jahre vorher verursachten Schäden ausgegeben. In den nächsten zwanzig Jahren wurden vier Türme angebaut, der Donjon wurde repariert, ebenso wie verschiedene Teile der Kurtine; eine Küche und ein Stadel wurden errichtet, alles für einen Preis von £ 181. Ab 1290 wurden die Burg und die umgebende Grundherrschaft an eine Reihe örtlicher Bauern verpachtet. In dieser Zeit verfiel die Burg nach und nach.

### Neuzeit
Im Jahre 1553 kaufte Sir George Talbot Burg und Grundherrschaft. Gilbert Talbot, 7. Earl Shrewsbury, verkaufte sie 1608 an Sir Charles Cavendish, Sohn der Bess of Hardwick. Sir Charles begann mit der Reparatur der Burg, was sein Sohn, William, später 1. Duke of Newcastle-upon-Tyne, fortsetzte. Trotz ihres wehrhaften Erscheinungsbildes wurde die Burg eher für ein elegantes Leben als für die Verteidigung konzipiert. Der Turm, der heute „Little Castle“ genannt wird, wurde 1621 fertiggestellt.
Im englischen Bürgerkrieg wurde Bolsover Castle von den Roundheads eingenommen, die es schleiften und so zur Ruine machten. William Cavendish ließ eine neue Halle und Paradezimmer an den Terrassenflügel anbauen und bei seinem Tod 1676 war die Burg wieder vollständig restauriert. Durch die weibliche Linie fiel die Burg an die Familie Bentinck und wurde schließlich einer der Sitze der Dukes of Portland. Ab 1883 war die Burg unbewohnt und wurde vom 7. Duke of Portland 1945 dem Staat überlassen. Heute wird sie von English Heritage verwaltet.
Bolsover Castle gilt als Scheduled Monument, ein historisches Gebäude von nationalem Rang und Bodendenkmal, das gegen unerlaubte Veränderungen geschützt ist. Es ist seit 1985 auch als historisches Gebäude I. Grades gelistet. und als international wichtiges Bauwerk anerkannt. 2024 betrug die Besucherzahl etwa 91.000 Personen.

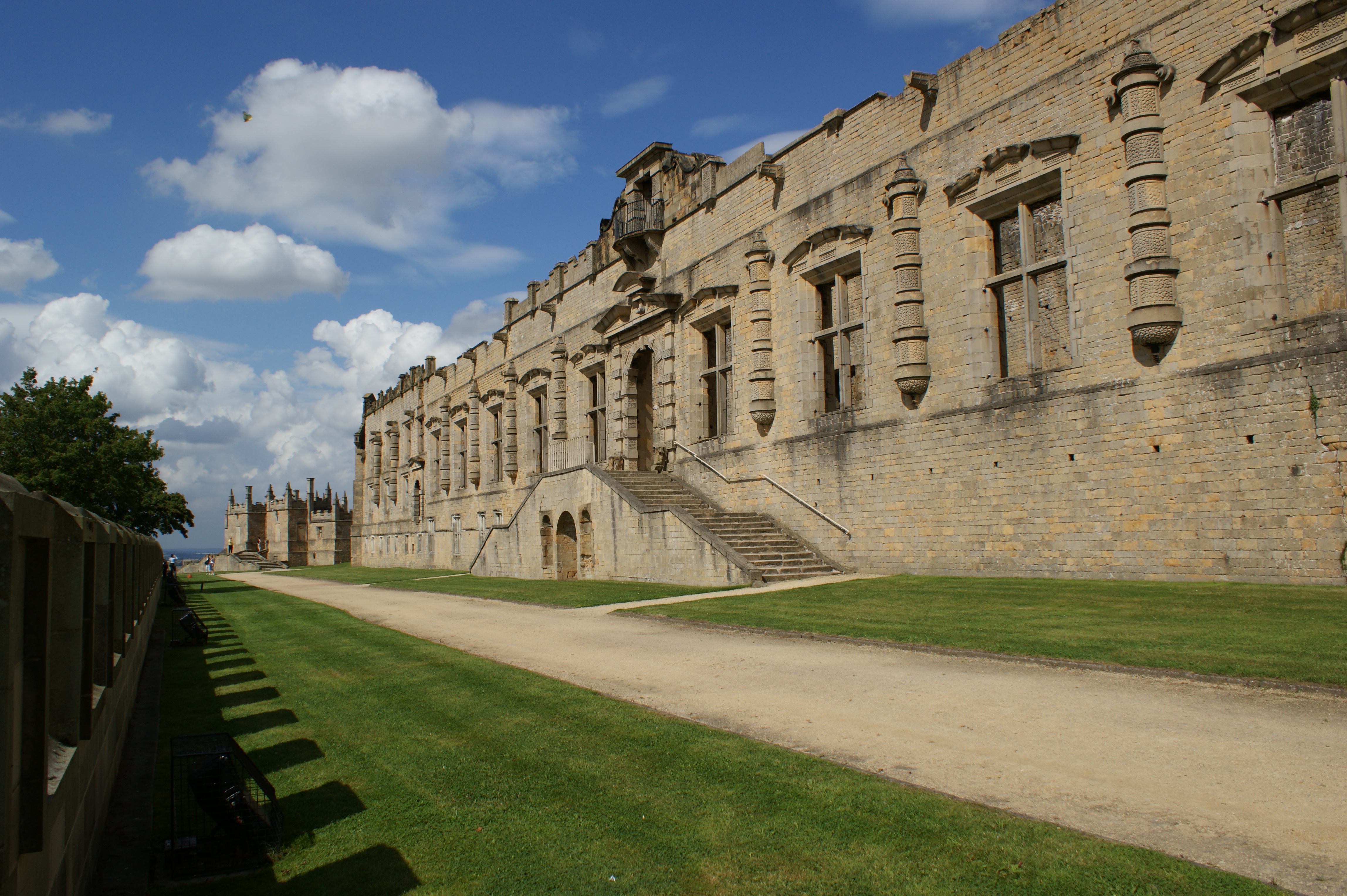
Die Außenfassade der Langen Galerie
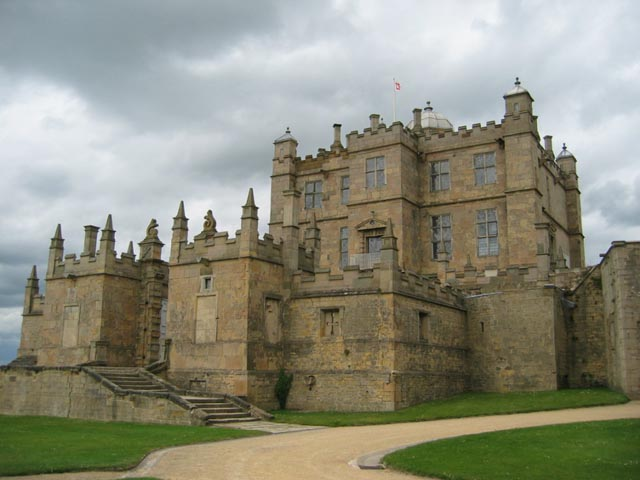
Das „Little Castle“
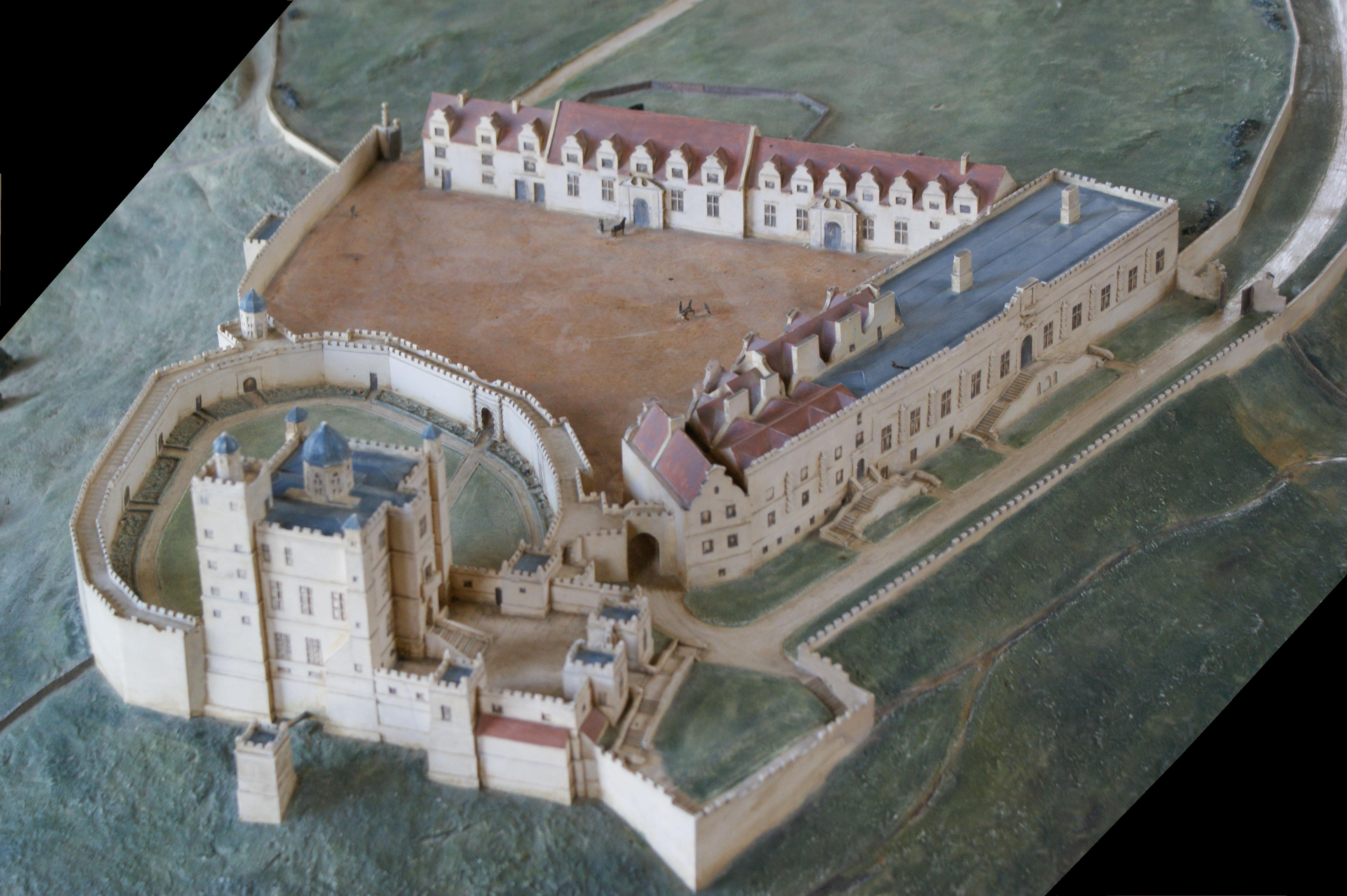
Modell von Bolsover Castle, wie es Ende des 17. Jahrhunderts ausgesehen haben mag
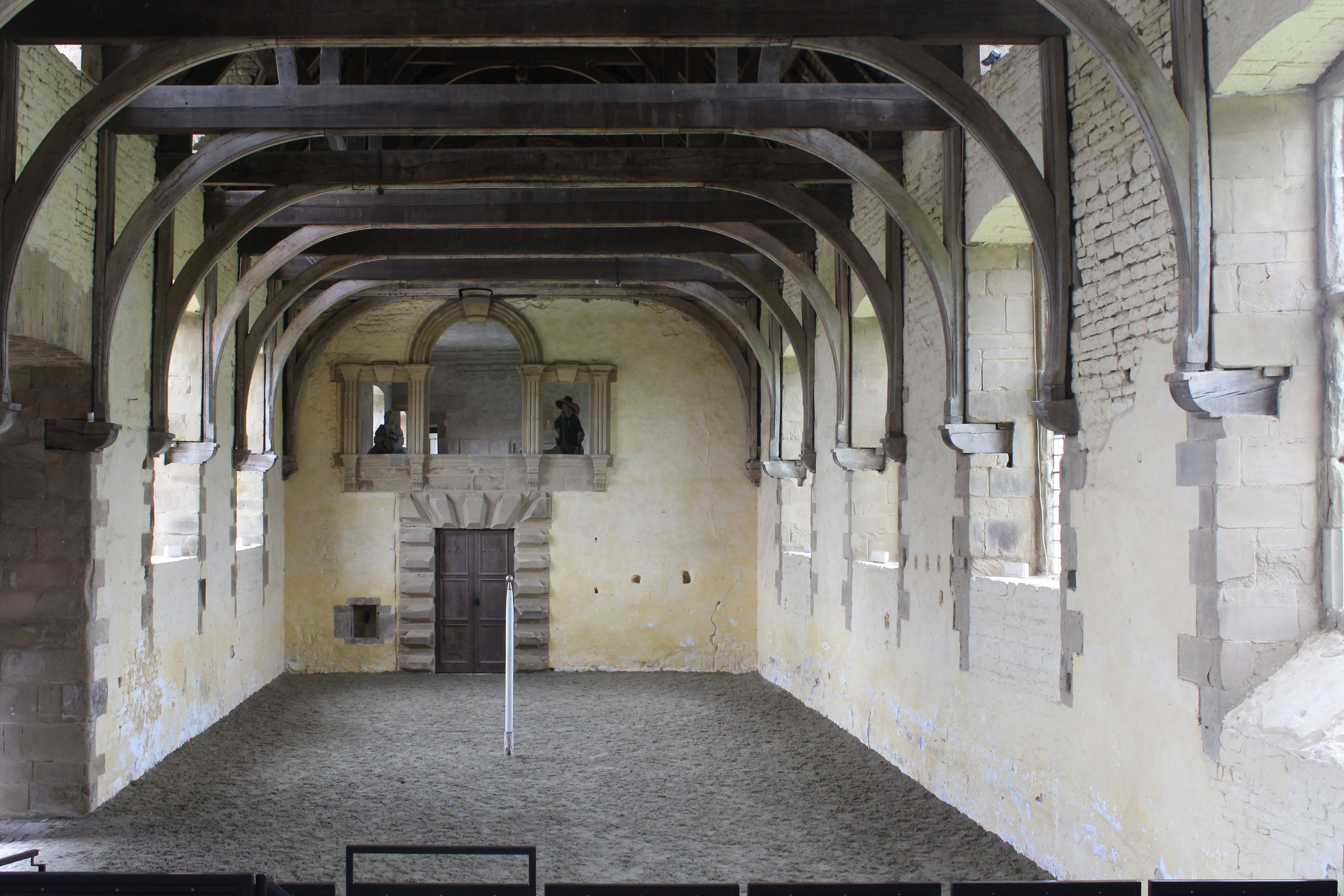
Innenraum der Reithalle
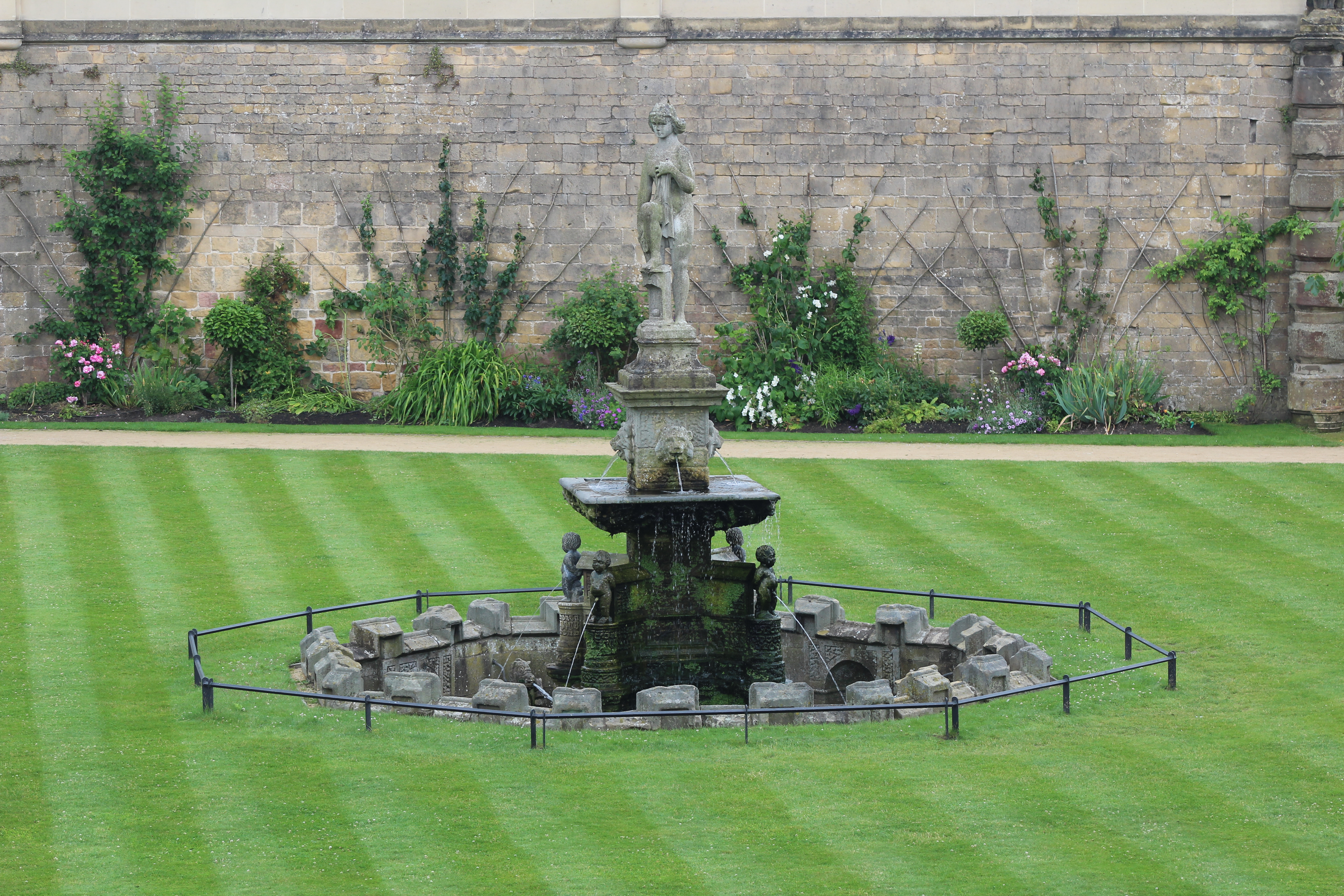
Brunnen mit Darstellung der Göttin Venus